# Francesco Menzocchi
 (juillet 2025).
Si vous disposez d'ouvrages ou d'articles de référence ou si vous connaissez des sites web de qualité traitant du thème abordé ici, merci de compléter l'article en donnant les références utiles à sa vérifiabilité et en les liant à la section « Notes et références ».
Francesco Menzocchi dit il Vecchio di San Bernardo (Forlì, 1502 - 1574) est un peintre italien maniériste de l'école de Forlì, actif au XVIe siècle, dont l'œuvre se rattache au courant de la Renaissance tardive.

## Biographie
Artiste de grande renommée  au XVIe siècle, il peut être considéré comme un héritier de l'école de Forlì.
Il fut également engagé d'un point de vue social, ayant rejoint, comme son père Sebastiano, probablement aussi peintre, la confrérie laïque caritative des Battuti Celestini.
Il a été formé avec Girolamo Genga, avec qui il a travaillé dans les fresques perdues de la chapelle Lombardini pour l'église de San Francesco Grande à Forlì, contrat conclu en 1518, puis suit le maître à Pesaro pour participer à la décoration de la Villa Imperiale pour Francesco Maria I della Rovere avec : Bronzino, Raffaellino del Colle, Dosso et Battista Dossi. Toujours à Pesaro, il a également travaillé au palais ducal.
En 1534-1536, avec Gaspare Sacchi, il a peint la sacristie de l'abbaye de Santa Maria del Monte di Cesena.
Il a collaboré avec Francesco Salviati et Camillo Mantovano dans la Salle de Psyché du Palazzo Grimani à Santa Maria Formosa à Venise, vers 1540, réalisant quatre toiles de plafond en bois qui ont disparu.
Après s'être occupé de la Sala Regia du Vatican (entre 1542 et 1545), il lui a été confié la décoration de deux chapelles dans le sanctuaire de Lorette.
Francesco Menzocchi meurt dans sa ville natale en 1574.
Ses enfants de Francesco Pier Paolo Menzocchi et Sebastiano Menzocchi sont aussi des peintres.

## Œuvres
- Polyptyque de la Sainte Famille, Museo di Stato, Saint-Marin.
- Fresques, Villa Imperiale à Pesaro, avec Girolamo Genga
- Sacrifice de Melchisédech et le Miracle de la Manne, (1545-1548 ) chapelle de San Francesco di Paula, basilique de Loreto
- Translation de la sainte Maison de Lorette, 144x144cm, huile sur bois, 1548, Pinacothèque de Lorette
- Trinité, église de Santa Maria della Grata, Forlì
- Vierge à l'Enfant avec saint Jean-Baptiste, huile sur bois, ca. 1530-1540, Musée des beaux-arts de Blois
- Une fresque monochrome dans l'église Santa Maria Maddalena de Faenza.
- Père Éternel en gloire avec les saints Mercure, Valérien, Sébastien, Grat et Marcello, église de la Sainte Trinité de Forlì.
- Fresques, (1563) partiellement effacées, Salle des Nymphes dans le palais municipal de Forlì.
- Déposition de la Croix,  pinacothèque de Brera.